# EC Ehrwald
EC Ehrwald (celým názvem: Eishockeyclub Ehrwald) je rakouský klub ledního hokeje, který sídlí v Ehrwaldu ve spolkové zemi Tyrolsko. Založen byl v roce 1954. V letech 1962–1965 a 1994–1995 byl klub účastníkem rakouské nejvyšší soutěži v ledním hokeji. Od sezóny 2014/15 působí v Tiroler Landeslize, čtvrté rakouské nejvyšší soutěži v ledním hokeji. Klubové barvy jsou modrá, žlutá a bílá.
Své domácí zápasy odehrává v Gaisbachstadionu s kapacitou 2 000 diváků.

## Přehled ligové účasti
Zdroj:
- 1961–1962: Eishockey-Nationalliga (2. ligová úroveň v Rakousku)
- 1962–1965: Österreichische Eishockey-Liga (1. ligová úroveň v Rakousku)
- 1967–1968: Eishockey-Nationalliga (2. ligová úroveň v Rakousku)
- 1979–1980: Eishockey-Regionalliga West (3. ligová úroveň v Rakousku)
- 1991–1994: Eishockey-Nationalliga (2. ligová úroveň v Rakousku)
- 1994–1995: Österreichische Eishockey-Liga (1. ligová úroveň v Rakousku)
- 2009–2012: Tiroler Landesliga (4. ligová úroveň v Rakousku)
- 2012–2013: Tiroler Eliteliga (4. ligová úroveň v Rakousku)
- 2013–2014: Tiroler Landesliga (5. ligová úroveň v Rakousku)
- 2014– : Tiroler Landesliga (4. ligová úroveň v Rakousku)[7][8]